# Oliver Paasch
Oliver Paasch (Malmedy, 21 oktober 1971) is een Belgisch Duitstalig politicus voor de regionalistische partij ProDG. Tussen 2004 en 2014 bekleedde hij verschillende ministerposten in de Regering van de Duitstalige Gemeenschap en sinds 2014 is hij minister-president van de Duitstalige Gemeenschap.

## Levensloop
Na studies aan de Universiteit van Namen en de UCL behaalde Paasch in 1995 een licentie in de rechten. Nadien volgde hij tot 1997 verschillende bankopleidingen bij de Kredietbank en ABB Verzekeringen. Tussen 1995 en 2004 werkte hij voor de Kredietbank, die in 1998 opging in de KBC Groep. Van 1995 tot 1997 was hij kredietanalist, van 1997 tot 1998 kantoorleider in het Kredietbank-filiaal van Malmedy en van 1998 tot 2003 ondernemingsadviseur en plaatsvervangend directeur en van 2003 tot 2004 directeur van het Business Center van KBC in Verviers.
Tijdens zijn studies was Paasch in 1991-1992 voorzitter van de algemene studentenvereniging van de Universiteit van Namen, van 1993 tot 1994 voorzitter van de vereniging van Duitstalige studenten in Louvain-la-Neuve en van 1994 tot 1995 ondervoorzitter van de vereniging van Waalse studenten van de UCL. In 1994 was hij een van de oprichters van de politieke vernieuwings- en jongerenbeweging Juropa, die met het oog op de Duitstalige Gemeenschapsverkiezingen van juni 1995 een kartel vormde met de regionalistische partij PDB, waarvoor zijn vader Lorenz Paasch in het Parlement van de Duitstalige Gemeenschap had gezeteld, onder de naam PJU-PDB. In 2008 was hij een van de drijvende krachten achter de omvorming van PJU-PDB tot ProDG, waarvan hij van 2008 tot 2013 de partijvoorzitter was.
In februari 1997 werd Paasch lid van het Parlement van de Duitstalige Gemeenschap. Na zeven jaar als parlementslid te hebben gezeteld, werd Paasch na de Duitstalige Gemeenschapsverkiezingen van juni 2004 minister van Onderwijs en Wetenschappelijk Onderzoek in de regering-Lambertz II, een ambt dat hij bekleedde van juli 2004 tot juni 2009. Vervolgens was hij van juni 2009 tot juni 2014 minister van Onderwijs, Vorming en Tewerkstelling in de regering-Lambertz III.
Na de Duitstalige Gemeenschapsverkiezingen van mei 2014 werd ProDG de tweede grootste fractie in het Parlement van de Duitstalige Gemeenschap. In de daarop gevormde regeringscoalitie van ProDG met de socialistische SP en de liberale PFF, de regering-Paasch I, werd Paasch op 26 juni 2014 minister-president, een functie waarin hij Karl-Heinz Lambertz opvolgde. Na de verkiezingen van mei 2019 bleef deze  coalitie in functie en op 18 juni 2019 legde hij op het Koninklijk Paleis van Brussel weerom de eed af als minister-president van de regering-Paasch II in de handen van koning Filip, in aanwezigheid van eerste minister Charles Michel (MR). Daarnaast werd hij bevoegd voor Lokale Besturen en Financiën.
In juni 2024 werd ProDG net zoals vijf jaar eerder de grootste partij. Na het vormen van een coalitie met de christendemocratische CSP en de liberale PFF legde Paasch op 2 juli 2024 voor de derde keer de eed af als minister-president. In de regering-Paasch III werd hij eveneens bevoegd voor Financiën, Lokale Besturen en Ruimtelijke Ordening.
Ook was Paasch van 2014 tot 2016 voorzitter van de raad van bestuur van de Euregio Maas-Rijn en van 2017 tot 2019 voorzitter van de Vereniging van Europese Grensregio's (AGEG).

## Ereteken
- 2019: Grootkruis in de Kroonorde[4]
- 2023: Commandeur in de Orde van de Eikenkroon (Groothertogdom Luxemburg)[5]